# AOR (muziekstijl)

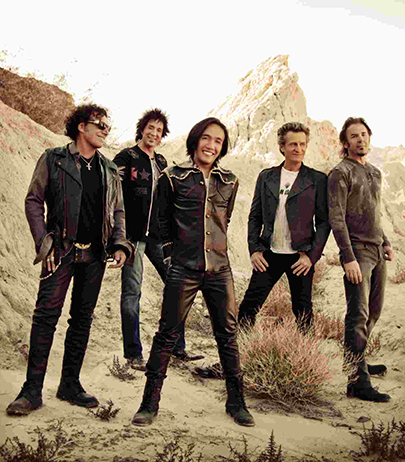
De band Journey

AOR is een muziekstijl. Het is een subgenre van rock en schurkt dicht aan tegen hardrock. OOR's Pop-encyclopedie spreekt van een 'gedistingeerde rocksoort, die niet zelden raakvlakken met symfonische-  en glamrock vertoont'. 
Bekende bands zijn Journey, REO Speedwagon, Boston, Foreigner, Styx, Toto, Survivor en Kansas. De meeste van deze bands worden in de jaren '70 populair door airplay op FM-radiostations als KPPC-FM (Los Angeles) en WNEW-FM (New York) en door constant te toeren. 

## De naam AOR
AOR stond oorspronkelijk voor ‘album-oriented rock’, maar ook de namen 'adult-orientated rock' en 'adult-oriented rock' worden gegeven. Geleidelijk verloren de letters van het initiaalwoord AOR hun betekenis  (zie 'Het loslaten van 'album georiënteerd'). In plaats daarvan heeft men het simpelweg over AOR, consequent op zijn Engels uitgesproken. Je schrijft het fonetisch als 'eɪ oʊ ɹ' en voor Nederlandstaligen klinkt het het meest als EE OO AUW.

## Oorsprong
Het genre is in de jaren ’70 ontstaan. De oorsprong van AOR is gelegen in een zekere spanning tussen verschillende partijen, zoals muziekproducenten, platenlabels, radiostations en muzikanten. Sommige artiesten, die niet enkel voor een geijkt hitformaat wensten te schrijven, maar meer geïnteresseerd waren in het opnemen van goede albums besloten hier open kaart over te spelen: Album geOriënteerde Rock (AOR).

## 'Album georiënteerd'
Een goed voorbeeld van zo'n gespannen situatie is de gang van zaken rondom het uitbrengen van het album Leftoverture door de groep Kansas in oktober 1976. Er zou geen geschikte single op dit album staan. In november 1976 wordt dan toch Carry on wayward son als single van dit album uitgebracht. Het nummer is met een a capella intro, opvallende ritmewisselingen en een lengte van 5.26 minuten inderdaad geen typische single. Er verschijnt ook een single-edit van 3.26 minuten. Veel Top 40-stations draaien echter de album-versie. Hoewel het nummer aanvankelijk alleen in de Verenigde Staten en Canada een hit wordt, groeit het later uit tot een van de eerste AOR-klassiekers.

## Het loslaten van 'album georiënteerd'
Met terugwerkende kracht kan men dit 'album georiënteerd' zien als een fase in de ontwikkeling van AOR. Zo kent een album als The Seventh One door Toto nummers waarvan de hitpotentie meteen duidelijk aanwezig is, zoals Stop Loving You. Er staat met Home of the Brave echter ook een relatief lang nummer op dat men als 'album georiënteerd' aan zou kunnen merken. Het wordt - net als Carry on wayward son destijds - eveneens een populair nummer. Voor hedendaagse AOR-albums is het gebruikelijk om - net als op The Seventh One - te streven naar een mix van hitgevoelig en 'album georiënteerd'. Het uitleggen van AOR als enkel 'album georiënteerde rock' is hiermee iets dat definitief tot het verleden behoort.

## Is AOR commercieel?
In Nederlandstalige bronnen wordt voor AOR soms de term 'commerciële hardrock' gebruikt. Albums van de hardrock- en AOR-groepen Wicked Sensation en Heavens Edge viel dit lot ten deel.
Internationaal circuleren er met de Nederlandse naam 'commerciële hardrock' vergelijkbare namen, waarmee op de keper beschouwd AOR wordt bedoeld. Een voorbeeld daarvan is de neerbuigende term 'corporate rock' ('bedrijfsrock'). Gebruikers van de term 'corporate rock' schilderen AOR af als een muziekstijl, die wordt bedacht door zakenmensen in plaats van door (beroeps)muzikanten. Minder misprijzend is de vooral in de Engelstalige wereld gebruikte term ‘arena rock’ voor AOR. Een enkele bron maakt overigens een onderscheid tussen AOR en arena rock, bijvoorbeeld de Italiaanstalige Wikipedia, zoals blijkt uit het overzicht van bands daar. Merk op dat een groot aantal bands op beide lijsten voorkomt, zoals Asia, Boulevard, Loverboy en Michael Schenker Group. De naam ‘arena rock’ doet vermoeden dat al deze bands het zich kunnen veroorloven om in arena’s op te treden. Dat is niet zo, maar er zijn zeker artiesten, die met deze muziek de grote arena’s bereikt hebben. 
Wat volgens 'De Hit Encyclopedie' tot het jaar 1986 in ieder geval niet lukte: met AOR scoren van een nummer 1-hit in de Nederlandse Top 40 of de Vlaamse Radio2 Top 30. Zelfs hits die het in de NPO Radio 2 Top 2000 steeds opnieuw goed doen, als 'Africa' en 'Rosanna' van Toto bleven destijds steken op de tweede, respectievelijk derde plaats in de Nederlandse Top 40. 'The Final Countdown' van Europe wordt uiteindelijk de eerste AOR-nummer 1-hit (zowel in Nederland, als in België). Artiesten die later nog met AOR-nummers in Nederland en België een nummer 1-hit behalen, zijn Bryan Adams en Bon Jovi. Michael Bolton scoort er een in België, Scorpions een in Nederland.

## Tijdlijn

### Jaren '70: het begin
AOR ontwikkelt zich in de jaren '70, als rockbands aan populariteit beginnen te winnen. Aan de ene kant proberen muzikanten met meer aandacht voor de refreinen en minder lange instrumentale passages een groter publiek aan te spreken. Aan de andere kant zijn radiostations bereidwilliger om nummers uit te zenden, die langer duren dan drie minuten. Dit geldt voor zowel de stevigere nummers, als de power ballads. Met de opkomst van punk aan het eind van de jaren '70 verliest AOR aan populariteit en verdwijnt het grotendeels uit de (Nederlandse en Vlaamse) hitlijsten.

### Jaren '80

#### Kentering
Na de voor AOR moeilijke jaren 1979 en 1980 komt er een kentering. Frankie Sullivan van Survivor omschrijft het als volgt: "In de jaren zeventig lag de focus op de muzikanten – lange solo's en jamsessies bepaalden wat er op het podium gebeurde. In de jaren tachtig kwam het nummer wat meer op de voorgrond. Goede muzikanten waren er nog steeds, maar mensen wilden liedjes horen die de soundtrack van hun leven vormden. Van 1983 tot 1988 was het een waar genoegen om naar de radio te luisteren."

#### Hoogtijdagen

##### AOR-bands

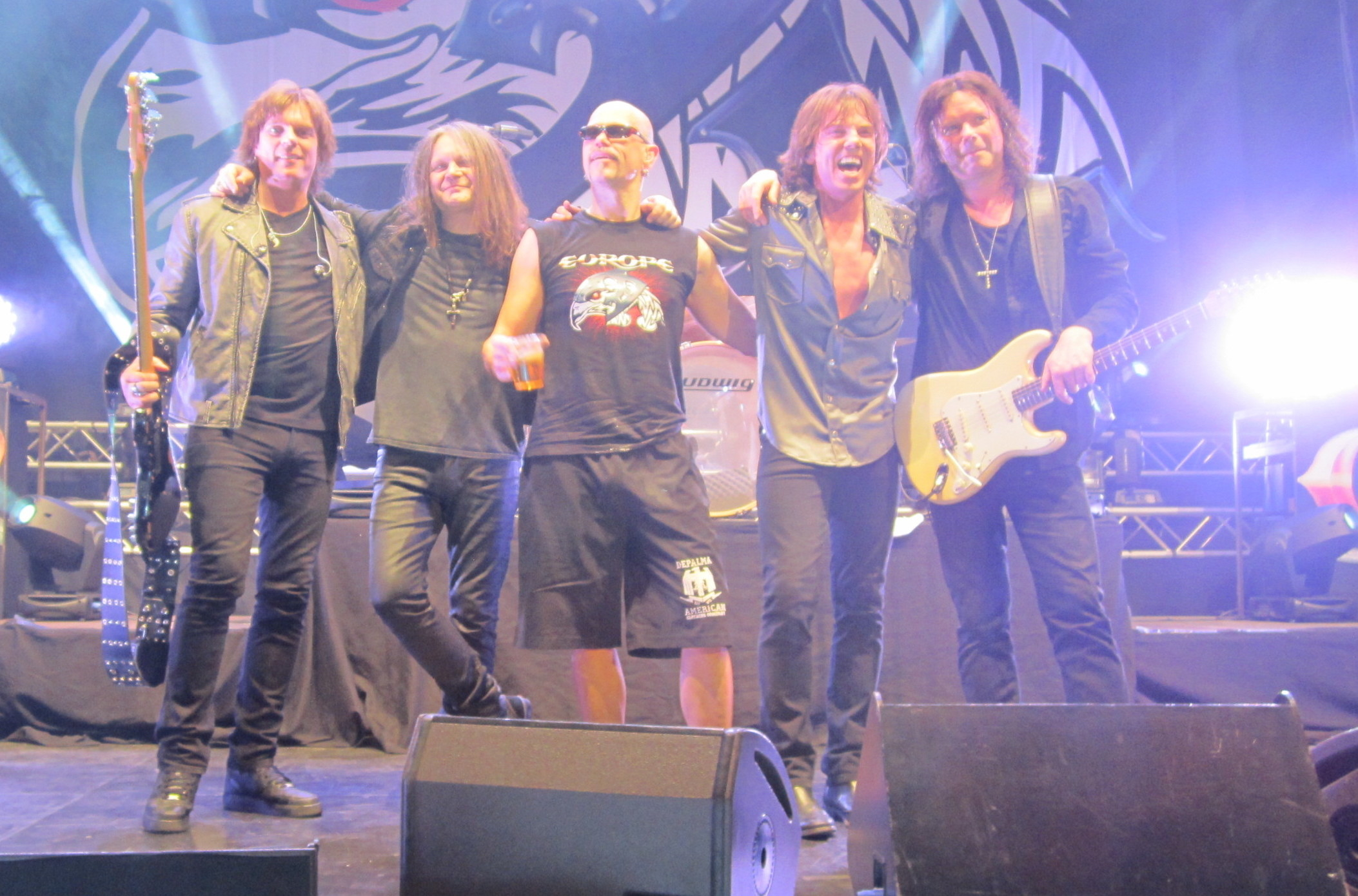
De band Europe

Succes hebben achtereenvolgens de albums 'Hi Infidelity' (REO Speedwagon, uitgebracht in 1980, in de Nederlandse Album top 100 in 1981), 'Escape' (Journey, 1981) en 'Toto IV' (Toto, 1982). De populariteit van het genre gaat naar een hoogtepunt in 1986. Kort na elkaar komen dan de albums 'The Final Countdown' door Europe en 'Slippery When Wet' door Bon Jovi uit. Eerstgenoemde wordt een groot succes in Europa en Nieuw-Zeeland en laatstgenoemde zelfs wereldwijd. Andere AOR-artiesten, zoals Giant en het aan Journey gelieerde Bad English profiteren hiervan.

##### Bands die hun stijl aanpassen
Tegelijkertijd zien we hoe groepen, die altijd als hardrockbands bekend stonden, hun stijl in de richting van AOR aanpassen en daar groot succes mee hebben. Voorbeelden hiervan zijn Def Leppard en Scorpions met de albums 'Hysteria', respectievelijk 'Crazy World'.  Om aan te haken bij de trend laat de Amerikaanse band Heart haar typische folk-invloeden (tijdelijk) achterwege en kiest voor een AOR-geluid. Niet zonder gevolgen: het album 'Bad Animals' verkoopt uitstekend en het daarvan afkomstige Alone wordt eerst een wereldhit en later een evergreen. Ook een band die voorheen progrock maakte als Barclay James Harvest pikt met een album als 'Face to Face' een graantje mee.  Iets soortgelijks geldt tot op zekere hoogte voor de Nederlandse band Kayak. In het begin van de jaren zeventig starten ze als een pure  progband, met lange nummers als 'Lovely Luna'. Vanaf het album 'Phantom of the Night' (met hun grootste hit 'Ruthless Queen') zijn die lange tracks verdwenen en heeft men een stap in de richting van AOR gezet.

### Vanaf de jaren '90: tanende belangstelling
De jaren '90 kenmerken zich door de opkomst van grunge en britpop. Grunge is een genre dat beïnvloed is door punk en metal, terwijl britpop meer teruggrijpt naar de jaren '60. De interesse voor AOR neemt af en komt uiteindelijk terecht in verschillende niches. In diezelfde tijd komt internet op, waardoor websites en (later) internetradio belangrijk worden. In België start in 1989 Rock Report met een tijdschrift/website om vanaf 2002 enkel als website verder te gaan. In 1999 begint Munich's Hardest Hits, als een van de eerste, een internet-radiostation. Beide organisaties zijn gespecialiseerd in zowel AOR, als hardrock. 
Grote labels verliezen hun belangstelling voor AOR. Bands die toch met deze stijl door willen gaan, komen terecht bij kleine, in AOR gespecialiseerde labels als Now & Then, Seagull International, MTM en Frontiers Music. Serafino Perugino, oprichter van Frontiers Music, noemt zijn label naar het album 'Frontiers' van Journey. Die groep is misschien wel het archetype van een AOR-band.

## Verschillen hardrock/AOR/West Coast sound/yacht rock
Veel AOR-bands hebben hun eigen specifieke stijl. Desalniettemin kunnen ze apart worden gezet van een andere dominante stroming in de jaren zeventig, die er dicht tegenaan schurkt: hardrock. In de documentaire ‘The nine lives of Ozzy Osbourne’ klinkt op zeker moment op de achtergrond de hit ‘Paranoid’ van Black Sabbath, een nummer dat sommigen hardrock en anderen metal zullen noemen, maar zeker geen AOR is. Producer Rick Rubin zegt op dat moment in de documentaire: “Het mooie aan Ozzy’s (de zanger) bereik is dat hij zo kan zingen dat de gitaren een groot monster zijn waar hij bovenop kan dansen”. Dit citaat geeft treffend een stijlkenmerk van hardrock weer: een genre waarbij zang en elektrische gitaren tegelijkertijd om de volle aandacht vragen. Zet hardrocker ‘Paranoid’ naast een typisch AOR-nummer als ‘Message of Love’ van ‘Trial by fire’ door Journey. Ook Journey heeft een gitarist in de gelederen, maar tijdens de coupletten van dit nummer is de gitaar nauwelijks of niet hoorbaar. Hierdoor krijgt de zanger alle ruimte om te excelleren en hoeft hij niet de competitie met de gitaar aan te gaan. Bij AOR hoor je meer toetspartijen en juist minder frequent de voor hardrock zo typerende powerakkoorden. Veel hardrock-bands nemen liever een tweede gitarist op in de bezetting, dan een toetsenist. Bij AOR-groepen is dat precies andersom.

### West Coast sound/yacht rock
Een enkele Nederlandstalige bron schrijft over "West Coast sound" of "yacht rock", twee namen voor hetzelfde subgenre. Hoewel deze muzieksoort populair was van midden jaren '70 tot midden jaren '80 werd de term "yacht rock" pas gemunt met het uitkomen van de online videoserie Yacht Rock in 2005. Deze serie bracht de muziek in verband met het populaire Zuid-Californische tijdverdrijf varen. John Crace noemt dit subgenre 'de perfecte soundtrack voor luisteraars die het Watergateschandaal en de Vietnamoorlog probeerden te negeren'. Bekende artiesten zijn Stevie Nicks van Fleetwood Mac, Bill Champlin van Chicago, Player, Young Gun Silver Fox en Mike Della Bella Project. Nog sterker dan bij AOR wordt de West Coast sound gecreëerd vanuit de gedachte dat het gitaarwerk de zang niet in de weg mag zitten.

## Imago
Robert Haagsma  karakteriseert AOR als "beschaafd, gepolijst". Ondanks dit beschaafde imago, zijn er mensen, die AOR moreel niet beter vinden, dan welke soort popmuziek dan ook. Zo vertelt Jacob Aranza in zijn boek 'Verborgen verleiders in de popmuziek ontmaskerd' ooit een discussie gehad te hebben met een fan van Journey. Volgens hem stond haar belangstelling voor Journey "..tussen haar en God in..". Dit is opmerkelijk, want volgens Van den Heuvel zijn er juist veel religieuze AOR-artiesten. Hij noemt AD, Allies, Jag, Halo, Idle Cure, Matthew Ward, White Heart en de vrouwenband Rachel Rachel.
Niet zelden wordt het imago van een AOR-band stevig verdedigd. Zo werd door Frankie Sullivan tegen voormalig gouverneur van de staat Arkansas Mike Huckabee een rechtszaak aangespannen wegens het gebruik van de Survivor-hit Eye of the Tiger tijdens de presidentiële campagne van Huckabee. Tom Scholtz, oprichter van Boston, had precies hetzelfde eerder al gedaan voor het gebruik door Huckabee van More Than a Feeling. In 2022 ontstond er een ernstig conflict tussen de Journey-muzikanten Neal Schon en Jonathan Cain omwille van het gebruik van Don't Stop Believin' door Cain tijdens een evenement op het landgoed van president Donald Trump.

## AOR in verschillende landen en regio's
In deze paragraaf wordt er eerst gekeken naar landen (Verenigde Staten, Verenigd Koninkrijk, Canada), waar veel AOR-artiesten vandaan komen. Daarna is er aandacht voor de Nederlandstalige gebieden Nederland en Vlaanderen.

### Verenigde Staten
"Amerikaanse hardrock" is een term die je in verschillende bronnen aantreft, terwijl men eigenlijk AOR bedoelt. AOR is ongelijk aan "Amerikaanse hardrock", al was het maar, omdat de Amerikanen een eigen, bloeiende hardrockscene hebben. Toch is de verwarring begrijpelijk. Het is duidelijk dat de rol van de Verenigde Staten in de ontwikkeling van AOR erg groot is. Volgens het tijdschrift Classic Rock is AOR aanvankelijk zelfs 'een typisch Amerikaanse kunstvorm'. Van den Heuvel schrijft: 'voor het eerst in Amerika..,..platen die gekocht worden door een publiek..,..dat niet zo geïnteresseerd is in singles' Van den Heuvel schrijft niet waarom dit juist in de Verenigde Staten speelde. Wellicht was precies hier de druk om te schrijven binnen een hitformaat erg groot en kan men het ontstaan van AOR als een "tegenbeweging" zien van Amerikaanse fans en artiesten. Merk ten slotte op dat alle voorbeelden van bekende bands uit de tweede alinea van deze pagina Amerikaans zijn.

### Verenigd Koninkrijk
Soms is het onmogelijk te bepalen wat de oorzaak en wat het gevolg is. Wordt AOR in het Verenigd Koninkrijk minder gewaardeerd, omdat de Engelse AOR-bands de eigen arena’s niet gevuld krijgen? Of krijgen Engelse AOR-bands de arena’s in het Verenigd Koninkrijk niet gevuld, omdat ze minder gewaardeerd worden? Dat er een verschil is met de Verenigde Staten is in ieder geval duidelijk. Een voorbeeld. 1985 was het jaar van het benefietproject "We Are the World". We zagen hoe zanger Steve Perry van Journey zijn vocale bijdrage ten gehore bracht, slechts enkele secondes verwijderd van het refrein door Michael Jackson, terwijl beiden op toetsen begeleid werden door David Paich van Toto. Niemand die het gek vond. Was dat project niet voorafgegaan door een Engelse variant? Zeker, in 1984, door Band Aid, een liefdadigheidsgroep waarvoor geen enkele Britse AOR-artiest was uitgenodigd.
Betekent dat dat er geen Engelse AOR-artiesten zijn? Geenszins.  Charlie is er met een debuutalbum uit 1976 vroeg bij, maar zal nooit echt doorbreken. Groot succes is er wel voor het in 1966 opgerichte Barclay James Harvest, maar dit komt er pas na zo'n twintig jaar in de relatieve luwte progressieve rock gespeeld te hebben. Hun belangrijkste successen hebben ze weliswaar met AOR-nummers, maar die worden niet behaald in het Verenigd Koninkrijk, maar juist daarbuiten. Het meest succesvol is de supergroep Asia. Alle leden van deze band hebben hun sporen reeds verdiend, maar pas met het in 1981 opgerichte Asia gaan ze AOR spelen. Het eerste album Asia staat negen weken nummer 1 in de Amerikaanse Billboard 200. De eerste single "Heat of the Moment" wordt ook in Nederland een top 40 hit, maar de opvolgers "Only Time Will Tell" en "Sole Survivor" worden dat niet. Het gelijknamige album van de Asia-spin-off GTR haalt in 1986 net de album top 40. 
Waar de muzikanten van Barclay James Harvest en Asia wisselen van genre, daar houdt het in 1972 opgerichte Magnum consequent vast aan een eigen stijl. Het betreft een mengeling van hardrock, AOR en symfonische rock. De doorleefde stem van zanger Bob Catley verschilt flink van de meer gepolijste stemmen van de meeste van zijn concurrenten. Alleen al daardoor weet Magnum een eigen plekje in het spectrum in te nemen en vast te houden. Het talent van Catley resulteert in een solo-carrière naast Magnum en gastrollen bij onder andere Arjen Lucassen, Avantasia en Gary Hughes. Laatstgenoemde is eveneens bijzonder productief, bijvoorbeeld als leider van de hardrock- en AOR-band Ten. Deze groep dient niet verward te worden met het AOR-gezelschap i-Ten, de schrijvers van het door Heart in 1987 beroemd gemaakte Alone. Bij Heart hebben ze sowieso een goede neus voor sterke nummers door onbekende bands. Het Heart-album 'Brigade' opent prima met de Romeo's Daughter-cover 'Wild Child' en van 'What about love' van de Canadese AOR-groep Toronto maken ze ook een hit.

### Canada
Van den Heuvel schrijft over Canada: 'er komen steeds meer AOR-artiesten uit Canada, een land dat muzikaal altijd sterk op Amerika geënt is'. Belangrijkste daarvan is de wereldberoemde artiest Bryan Adams. Bekendheid in met name de Engelstalige wereld geniet de band Loverboy. Ze weten zich in de kijker te spelen met het album 'Get Lucky' en de daarvan afkomstige single 'Working for the weekend'. Opmerkelijk is ook de loopbaan van de hardrock- en AOR-groep Harem Scarem. Zonder ooit echt door te breken heeft deze band (live-albums meegerekend) tientallen albums uitgebracht. Zij weet zonder noemenswaardige concessies te doen aan haar stijl al decennia te overleven. Korter bestond de band Coney Hatch, maar deze fungeerde wel als springplank voor de lange carrières van James LaBrie en Carl Dixon. De band Sheriff ten slotte (één hit: 'When I'm with you'), zal door sommigen als een eendagsvlieg worden gezien.

### Zweden
De invloed van de groep Europe is groot. Met hun debuutalbum uit 1983 wordt Zweden er door op de kaart gezet als bron van AOR. Met het grote succes van het derde album 'The Final Countdown' slaagt de band erin om het aantal mensen dat AOR ziet als een zuiver Amerikaanse aangelegenheid danig te doen slinken. In het kielzog van Europe volgen andere Zweedse artiesten met AOR, om te beginnen Europe-gitarist John Norum, die een tijdlang een solo-carrière nastreeft. In 1999, als de AOR-hausse alweer voorbij is, wordt Eclipse opgericht. Hoewel deze band niet zo beroemd is als Europe, wordt zij in kleine kring bijzonder gewaardeerd. Bezoekers van de in AOR en hardrock gespecialiseerde website Rock Report stemmen bijvoorbeeld maar liefst zes van de elf Eclipse-albums tot in de top drie van de jaarlijkse poll. Bekender bij een breed publiek is Ghost, dat een bonte mengeling van muziekstijlen presenteert, waaronder AOR. Voor de theatrale aanpak heeft Ghost goed gekeken naar in de jaren '70 en '80  populaire artiesten als Alice Cooper, David Bowie en Kiss. Bij The Night Flight Orchestra zijn invloeden van vergelijkbare artiesten te ontwaren, alleen kiezen zij voor een meer vrolijke ('fun-loving') en frisse ('friskt') aanpak. Andere Zweedse AOR- en hardrockbands zijn Alien, Madison, Treat, H.E.A.T, Work Of Art en Talisman. W.E.T. is een supergroep  opgericht door leden van Work of Art (Robert Säll), Eclipse (Erik Mårtensson) en Talisman (Jeff Scott Soto). Indrukwekkend tot slot is de loopbaan van Göran Edman, vooral bekend als zanger. Volgens Discogs werkte hij mee aan 261 releases.

### Nederland

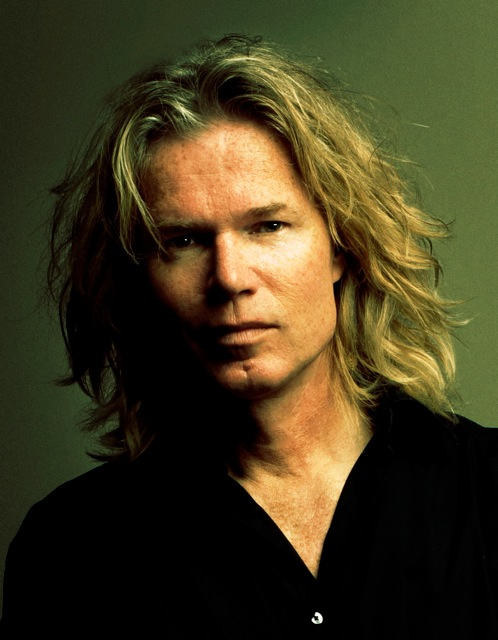
Adriaan 'Adje' van den Berg

Bij onderzoek naar AOR in Nederland stuit men op de bloeiende carrière van een aantal individuele muzikanten. Meest in het oog springt die van de Nederlandse gitarist Adriaan "Adje" van den Berg, (ook wel bekend als Adrian Vandenberg). Niet alleen is hij de leider van de Nederlandse hardrock- en AOR-band Vandenberg, van de bekendere AOR-groepen is een aantal een spin-off van Vandenberg. Voorbeelden hiervan zijn Manic Eden, een band met wederom Adje van den Berg op gitaar, No Exqze en Turbo, bands met ex-Vandenberg-bassist Dick Kemper en 1st Avenue, een groep rond ex-Vandenberg zanger Peter Struyk. 
In retroperspectief is het niet Struyk, maar een andere muzikant van 1st Avenue, waar men nog veel van gaat horen: Robert Kempe. Nog voordat hij kiest voor een solocarrière, wordt hij ingehuurd door de Limburgse hardrock- en AOR-band Zinatra voor het schrijven aan en opnemen van hun tweede album 'The Great Escape'. Sinds zijn aantreden bij deze band bedient Kempe zich van de naam Robby Valentine. Zijn debuutalbum als soloartiest, simpelweg 'Robby Valentine' geheten, bevat naast de AOR-hit Over and Over Again ook andersoortige, meer avontuurlijke muziek en in zijn latere artistieke leven blijkt hij een veelzijdig kunstenaar. 
Een laatste loopbaan, die opvalt, is die van Bert Heerink, de eerste zanger van Vandenberg. Zijn naar het Nederlands hertaalde coveralbums 'Storm na de stilte' en 'Helderziende blind' laten zich luisteren als een soort 'Het beste van AOR'.

#### Bestendiging van Nederlands succes
In zijn boek 'Nederpop: met hart en ziel' constateert muzikant en schrijver Jan van der Plas dat in de Nederlandse popmuziek vaak geldt dat er één tot twee albums van een groep verschijnen en dat het dan weer gedaan is met de band. Bij AOR is het niet anders. Het klopt voor Manic Eden, 1st Avenue en Zinatra. Uitzonderingen zijn er ook. Terra Nova bestaat vanaf 1992 en heeft sindsdien negen albums uitgebracht. De band onderscheidt zich met drummers, die - voor toetreding tot de band - elders furore maakten, zoals Lars Beuving bij Danny Vera, Hans in 't Zandt bij Vengeance en ten slotte allround drummer Hans Eijkenaar, die bijvoorbeeld op het al genoemde album 'Robby Valentine' te horen is.

### Vlaanderen
Het boek van Van der Plas gaat niet over Vlaanderen, maar zijn beschouwing kunnen we moeiteloos doortrekken naar deze regio. Voorbeelden van Vlaamse AOR-bands die één of twee albums opnamen waarna het stil rondom hen werd, zijn Frozen Rain, All I Know en de hardrock- en AOR-groep Mystery (niet te verwarren met het Canadese Mystery). Dat betekent niet dat er in Vlaanderen geen passie voor AOR is. Zo is de Belgische presentator en vroege promotor van het genre Luc Craeye in zijn radioprogramma De Stalen 10 juichend over de doorbraak van groepen als Europe en Bon Jovi in de Belgische hitparade.